# Tomáš Sivok
Tomáš Sivok, né le 15 septembre 1983 à Pelhřimov, est un footballeur international tchèque, qui évolue au poste de défenseur, au Dynamo České Budějovice.

## Biographie
En septembre 2005, Sivok est devenu le capitaine du Sparta Prague, puis, en 2006, de l'équipe de Tchéquie espoirs.
Au milieu de l'année 2006, Sivok devint une des figures de la campagne anti-raciste lancée par le gouvernement de Tchéquie Together Against The Racism.
Pendant la période de transfert de janvier 2007, il signa un contrat de 4 ans et demi en faveur de l'Udinese Calcio, assurant sa présence jusqu'en été 2011 pour un montant estimé de 1 985 000 millions d'euros. En mai 2008, il fut revendu par l'Udinese au club turc de Beşiktaş JK.

## Carrière
- 2000-2002 : SK České Budějovice
- 2002-2003 : Sparta Prague
- 2003 : SK České Budějovice
- 2004-2006 : Sparta Prague
- 2007-2008 : Udinese Calcio
- 2008 : Sparta Prague
- 2008-2015 : Beşiktaş JK
- Depuis 2015 : Bursaspor

## Palmarès

### En équipe nationale
- 49 sélections et 4 buts avec l'équipe de Tchéquie depuis 2005.

### Avec le Sparta Prague
- Vainqueur du Championnat de Tchéquie en 2003, 2005 et 2007.
- Vainqueur de la Coupe de Tchéquie en 2004, 2006, 2007 et 2008.

### Avec Beşiktaş JK
- Vainqueur du Championnat de Turquie en 2009[3].
- Vainqueur de la Coupe de Turquie en 2009 et 2011[4].